# Mougon
Mougon foi uma comuna francesa na região administrativa da Nova Aquitânia, no departamento de Deux-Sèvres. Estendia-se por uma área de 21,29 km². Em 2010 a comuna tinha 4 847 habitantes (densidade: 227,7 hab./km²). INSEE, com uma densidade de 78 hab/km².
Em 1 de janeiro de 2017, passou a formar parte da comuna de Aigondigné.